# Karahisar
Karahisar ist eine Kleinstadt im Landkreis Tavas der türkischen Provinz Denizli. Sie liegt etwa 51 km südwestlich der Provinzhauptstadt Denizli, 7 km nordwestlich von Tavas und hatte laut der letzten Volkszählung 3.940 Einwohner (Stand Ende Dezember 2010). 
Das Verwaltungsgebiet von Karahisar gliedert sich in drei Stadtteile, Barış Mahallesi, Cumhuriyet Mahallesi und Seferler Mahallesi, die von einem Muhtar verwaltet werden.